# Nexhmedin Zajmi
Nexhmedin Zajmi, né le 4 mars 1916 à Trebisht (en) et mort le 19 mai 1991 à Tirana, est un sculpteur et un peintre albanais.

## Biographie
Nexhmedin Zajmi est né en 1916 à Trebisht. En 1931, à l'American Vocational School à Tirana, il étudie l'agriculture et plus tard l'art.
Il peint principalement des scènes de guerre représentant la lutte de libération de son pays.